# Републикански път II-13
Републикански път II-13 е второкласен път, част от републиканската пътна мрежа на България, преминаващ по територията на области Монтана, Враца и Плевен. Дължината му е 105,3 km.
Пътят започва от 114,4-ти км на Републикански път I-1 при село Крапчене и се насочва на изток през Западната Дунавска равнина. Преминава през селата Стубел и Липен, навлиза в Област Враца, пресича река Ботуня (десен приток на Огоста) и достига до град Криводол. След това преминава последователно през селата Осен, Девене и Борован, пресича град Бяла Слатина и река Скът и навлиза в Област Плевен. Тук пътят преминава през град Кнежа, пресича река Искър и през градовете Искър и Долни Дъбник, където източно от последния се свързва с I-3 на неговия 101-ви км.
По протежението на пътя от него наляво и надясно се отделят 9 третокласни пътя, в т.ч. 3 с трицифрени номера и 6 с четирицифрени:
Пътища с трицифрени номера:
- при 60,8 km, в град Бяла Слатина — надясно Републикански път III-134 (39,5 km) до село Горна Бешовица;
- при 61,3 km, в град Бяла Слатина — наляво Републикански път III-133 (71,8 km) до град Лом;
- при 72,9 km, в град Кнежа — наляво Републикански път III-137 (33,4 km) до село Крушовене.

Пътища с четирицифрени номера:
- при 16,9 km, в град Криводол — надясно Републикански път III-1302 (15,0 km) през селата Големо Бабино, Пудрия, Краводер и Главаци до 36,5 km на Републикански път III-162;
- при 17,6 km, в град Криводол — наляво Републикански път III-1301 (30,1 km) през селата Галатин, Лесура, Фурен и Бели брод до село Лехчево;
- при 62,6 km, след град Бяла Слатина — надясно Републикански път III-1304 (19,0 km) през селата Търнак, Лазарово и Бреница до 5,7 km на Републикански път III-1306;
- при 84,3 km – надясно Републикански път III-1306 (65,0 km) през село Глава, град Койнаре, селата Чомаковци, Лепица, Габаре, Върбица, Вировско, Тишевица и Горно Пещене до 8,6-и км на Републикански път II-15;
- при 89,1 km, в град град Искър — наляво Републикански път III-1307 (13,4 km) през село Староселци до село Ставерци;
- при 89,9 km, в град град Искър — надясно Републикански път III-1308 (15,9 km) през село Писарово до село Горни Дъбник.

| Пътища, отклоняващи се надясно (населено място, № на пътя, посока на пътя)                               | Км    | Пътища, отклоняващи се наляво (посока на пътя, № на пътя, населено място)                                |
| --- | ----- | --- |
| Община Монтана, Област Монтана, I-1, 114,4 km, с. Крапчене ←                                             | 0,0   | ← с. Крапчене, 114,4 km, I-1, Област Монтана Община Монтана                                              |
| с. Стубел                                                                                                | 4,9   | с. Стубел                                                                                                |
| с. Липен                                                                                                 | 8,2   | с. Липен                                                                                                 |
| Община Криводол, Област Враца                                                                            | 10,2  | Област Враца, Община Криводол                                                                            |
| (за с. Уровене) общински път ←                                                                           | 11,2  | |
| | 15,4  | → 22,1 km, III-101 (за с. Гложене)                                                                       |
| (от гр. Враца) III-101, 20,6 km, гр. Криводол → (до 36,5 km на III-162) III-1302, 0,0 km, гр. Криводол ← | 16,9  | гр. Криводол                                                                                             |
| | 17,6  | → 0,0 km, III-1301 (до с. Лехчево)                                                                       |
| с. Осен                                                                                                  | 24    | с. Осен                                                                                                  |
| Община Враца                                                                                             | 27,8  | Община Враца                                                                                             |
| (за с. Чирен) общински път, с. Девене ←                                                                  | 30,1  | с. Девене                                                                                                |
| с. Девене                                                                                                | 31,2  | → с. Девене, общински път (за с. Три кладенци)                                                           |
| Община Борован                                                                                           | 36,7  | Община Борован                                                                                           |
| (от гр. Враца) II-15, 31,2 km, с. Борован → (за с. Нивянин) общински път, с. Борован ←                   | 43,1  | → с. Борован, 31,2 km, II-15 (до гр. Оряхово) → с. Борован, общински път (за с. Малорад)                 |
| Община Бяла Слатина                                                                                      | 48,9  | Община Бяла Слатина                                                                                      |
| (за с. Соколаре) общински път ←                                                                          | 53,3  | |
| (за с. Горна Бешовица) III-134, 0,0 km, гр. Бяла Слатина ←                                               | 60,8  | гр. Бяла Слатина                                                                                         |
| гр. Бяла Слатина                                                                                         | 61,3  | → гр. Бяла Слатина, 0,0 km III-133 (до гр. Лом) → гр. Бяла Слатина, общински път (за с. Бърдарски геран) |
| (до 5,7 km на път III-1306) III-1304, 0,0 km ←                                                           | 62,6  | |
| Община Кнежа, Област Плевен                                                                              | 66,8  | Област Плевен, Община Кнежа                                                                              |
| (от гр. Луковит) III-306 36,1 km, гр. Кнежа → .                                                          | 72,9  | → гр. Кнежа, 36,1 km, III-306 (до гр. Оряхово) → гр. Кнежа, 0,0 km, III-137 (до с. Крушовене)            |
| (за с. Бреница) общински път ←                                                                           | 74,3  | |
| (до 8,6 km на път II-15) III-1306, 0,0 km ←                                                              | 84,3  | → общински път (за с. Долни Луковит)                                                                     |
| Община Искър                                                                                             | 86    | Община Искър                                                                                             |
| гр. Искър                                                                                                | 89,1  | → гр. Искър, 0,0 km, III-1307 (за с. Ставерци)                                                           |
| (за с. Горни Дъбник) III-1308, 0,0 km, гр. Искър ←                                                       | 89,9  | гр. Искър                                                                                                |
| Община Долни Дъбник                                                                                      | 96,4  | Община Долни Дъбник                                                                                      |
| (за Ботевград) I-3, 101,0 km, гр. Долни Дъбник ←                                                         | 105,3 | ← 101,0 km, I-3 (от гара Бяла)                                                                           |

Забележка
1. ↑  На протежение от 1,5 km (от км 15,4 до км 16,9) Републикански път II-13 се дублира с Републикански път III-101 (от км 20,6 до км 22,1)